# Ruanoho decemdigitatus
Ruanoho decemdigitatus är en fiskart som först beskrevs av Clarke, 1879.  Ruanoho decemdigitatus ingår i släktet Ruanoho och familjen Tripterygiidae. Inga underarter finns listade i Catalogue of Life.